# Hato (Curazao)
Hato  es un barrio y una región en la isla caribeña de Curazao. La zona es conocida por el aeropuerto que se encuentra hoy en día allí, el Aeropuerto de Hato, anteriormente llamado Aeropuerto Dr. Albert Plesman.
El nombre Hato también es usado para referirse a una región más amplia en la que se ubica la localidad y como un nombre corto para el aeropuerto.
El barrio está formado por cerca de 15 casas, entre ellas un pequeño edificio de apartamentos, un hotel, y varias empresas de alquiler de vehículos.